# Salomón Rodríguez
Pour les articles homonymes, voir Rodríguez.
Salomón Rodríguez, né le 16 février 2000 à San Gregorio de Polanco en Uruguay, est un footballeur uruguayen qui évolue au poste d'avant-centre au Colo-Colo.

## Biographie

### CA Rentistas
Né à San Gregorio de Polanco en Uruguay, Salomón Rodríguez est formé au CA Rentistas, où il commence sa carrière professionnelle. Il joue son premier match le 16 février 2020, jour de ses 20 ans, lors d'un match de championnat face au Club Nacional. Il entre en jeu en cours de partie, et son équipe s'impose par deux buts à zéro.
Le 22 avril 2021, Rodríguez joue son premier match de Copa Libertadores, face aux Argentins du Racing Club. Titulaire, il se fait remarquer en inscrivant son premier but dans la compétition en ouvrant le score, mais les deux équipes se neutralisent (1-1 score final).
Le 16 octobre 2021, il se fait remarquer lors d'un match de championnat face au Montevideo City Torque en réalisant le premier doublé de sa carrière, permettant à son équipe de s'imposer (1-2 score final),. Le jeune attaquant réalise pareille performance lors de la journée suivante, le 20 octobre face à Villa Española, contribuant ainsi à la victoire de son équipe (3-1 score final).

### Godoy Cruz
Le 1er février 2022, Salomón Rodríguez rejoint l'Argentine afin de s'engager en faveur de Godoy Cruz. 
Il inscrit son premier but pour Godoy Cruz le 26 février 2022, face au CA Rosario Central, en Coupe de la Ligue. Il marque le but vainqueur de son équipe après être entré en jeu (1-2 score final). Le 12 juin 2022, Rodríguez réalise son premier doublé pour le club à l'occasion d'une rencontre de championnat face au Racing Club. Titulaire, il donne la victoire à son équipe (2-0 score final). S'imposant rapidement avec sa nouvelle équipe, il se révèle comme étant un buteur prolifique, étant le meilleur buteur de Godoy Cruz en 2022.